# Daniela Völker

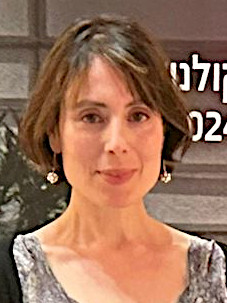
Daniela Völker auf dem Docaviv 2024

Daniela Völker (teilweise Daniela Volker) ist eine deutsch-argentinische Filmregisseurin und Filmproduzentin.

## Karriere
Völker begann ihre Karriere 1998 als Regisseurin und Produzentin der BBC-Fernsehserie Correspondent, wie auch einzelner Dokumentarfilme. Sie hat unter anderem als Regisseurin an vier Folgen der Netflix-Serie Vendetta - Truth, Lies and the Mafia gewirkt und war als Produzentin 2022 an dem Dokumentarfilm von ITV Ghislaine, Prince Andrew and the Paedophile über den Sexskandal um Jeffrey Epstein beteiligt. Für die PBS Doku-Serie Nova war sie im selben Jahr wiederum Regisseurin und Produzentin. Im Jahr 2023 führte sie bei zwei Folgen der ZDF-Serie Tatort Ukraine Regie. Für die Doku Der Schatten des Kommandanten übernahm sie gleich Regie, Drehbuch und Produktion. In dieser Doku geht es um die Begegnung von Hans Jürgen Höß, Sohn von KZ-Kommandant Rudolf Höß, und der Holocaust-Überlebenden Anita Lasker-Wallfisch.

## Filmografie (Auswahl)

### Produzentin
- 1995–2003: Correspondent (Fernsehserie)
- 2002: You've Been Tango'd! (Fernsehfilm)
- 2002: Los doce dolores (Kurzfilm)
- 2003 Gringo Crimebusters (Fernsehfilm)[4]
- 2004: A Killer's Homecoming  (Fernsehfilm)[5]
- 2006: High School Prom (Fernsehfilm)
- 2022: Ghislaine, Prince Andrew and the Paedophile (Fernsehspecial)
- 2022: Patagonia (Fernsehserie)
- 2022: Nova (Fernsehserie)
- 2024: Der Schatten des Kommandanten (The Commandant’s Shadow, Kinofilm)

### Regisseurin
- 1995–2003: Correspondent (Fernsehserie)
- 2002: You've Been Tango'd! (Fernsehfilm)
- 2003 Gringo Crimebusters (Fernsehfilm)
- 2004: A Killer's Homecoming  (Fernsehfilm)
- 2006: High School Prom (Fernsehfilm)
- 2021: Vendetta: Truth, Lies and the Mafia (Kurzserie)[6]
- 2022: Nova (Fernsehserie)
- 2023: Tatort Ukraine (Fernsehserie)
- 2024: Der Schatten des Kommandanten (The Commandant’s Shadow, Kinofilm)